# The Hindu Times
Singles de Oasis
Sunday Morning Call
(2000) Stop Crying Your Heart Out
(2002)
Pistes de Heathen Chemistry
- Force of Nature
The Hindu Times est un morceau du groupe de rock anglais Oasis, première piste et premier single de leur cinquième album studio Heathen Chemistry. Elle a été écrite et composée par le guitariste-compositeur du groupe Noel Gallagher. Le nom de The Hindu Times provient d'une inscription sur un T-shirt que Noel a vu dans un magasin de charité. La chanson est le sixième single top 1 du groupe au Royaume-Uni, où il est resté une semaine avant d'y être délogé par Freak Like Me des Sugababes.

## Composition et sortie
Le titre a peu à voir avec les paroles de la chanson, qui sont plus dans le genre de la chanson Rock'N'Roll Star parue sur le premier album du groupe (1994).
La chanson, qui combine le rock rapide et puissant de la britpop de leurs trois premiers albums, et l'ambiance psychédélique de leurs trois derniers albums, fut l'un des premiers singles de Oasis à recevoir l'unanimité positive des critiques, depuis la période de (What's the Story) Morning Glory? (1995).
La chanson a été dévoilée durant le Ten Years Of Noise And Confusion Tour à l'automne 2001. La chanson devait être lancée commercialement au même moment mais Noel a décidé que la piste avait besoin d'être davantage travaillée. Beaucoup ont observé que le riff principal présentait de très grandes ressemblances avec celui de la chanson Same Size Feet de Stereophonics.
La face-B Just Getting Older a été écrite au moment de la sortie de leur quatrième album studio, Standing on the Shoulder of Giants (2000).

## Liste des titres
- CD International

1. The Hindu Times - 3:53
2. Just Getting Older - 3:17
3. Idler's Dream - 2:57

- Vinyle 7"

1. The Hindu Times - 3:53
2. Just Getting Older - 3:17

- Vinyle 12"

1. The Hindu Times - 3:53
2. Just Getting Older - 3:17
3. Idler's Dream - 2:57

- DVD International

1. The Hindu Times - 3:53
2. The Hindu Times (Démo) - 4:32
3. 10 Minutes Of Noise And Confusion (Partie I) - 9:26

- La démo de The Hindu Times est radicalement différente de la version finale de l'album. La plupart des paroles sont différentes et chantées par Noel. La démo est un demi-ton plus haut au niveau des guitares, et comporte de nombreux loops de batterie inexistants sur la version finale.
- The 10 Minutes Of Noise And Confusion est la première partie d'un documentaire sur la tournée The Tour of Brotherly Love réalisé de mai à juin 2001.

## Charts
| Pays             | Chart                    | Plus Haute Position |
| ---------------- | ------------------------ | ------------------- |
| Royaume-Uni      | UK Singles Chart         | 1e                  |
| Italie           | FIMI Singles Chart       | 1e                  |
| Canada           | Canadian Hot 100         | 1e                  |
| Irlande          | Irish Singles Chart      | 2e                  |
| Norvège          | Norsktoppen Pop/Rock     | 3e                  |
| Espagne          | Promusicae Singles Chart | 10e                 |
| Suède            | Hitlistan Singles Chart  | 13e                 |
| Suisse           | Swisscharts Singles      | 15e                 |
| Australie        | ARIA Charts              | 22e                 |
| Pays-Bas         | Dutch Top 40             | 47e                 |
| Nouvelle-Zélande | Hot Top 100 Singles      | 47e                 |
| France           | Top 50 Singles           | 84e                 |